# ناجي محمد عيسى
ناجي محمد عيسى بلقاسم (مواليد 1970) هو مصرفي وخبير اقتصادي ليبي، يشغل منصب محافظ مصرف ليبيا المركزي منذ 30 سبتمبر 2024، وكان مدير إدارة الرقابة على النقد والمصارف في المصرف المركزي

## المؤهلات العلمية
حصل على درجة بكالوريوس في المحاسبة من جامعة طرابلس عام 1993. لاحقًا، نال درجة ماجستير في المصرفية والمالية الدولية من جامعة بيدفوردشير في المملكة المتحدة عام 2010.

## مسيرته المهنية
بدأ مسيرته المهنية في مصرف ليبيا المركزي عام 1996، حيث تدرج في عدة مناصب هامة. شغل منصب مدير إدارة الرقابة على المصارف والنقد، ومدير إدارة الدراسات والبحوث، كما عمل مستشارًا للمحافظ السابق الصديق الكبير.
خلال عمله، شارك في عضوية لجان فنية واستراتيجية متعددة، من بينها لجنة الاستقرار المالي ولجنة تعديل وتقييم سعر الصرف في ليبيا، بالإضافة إلى تمثيله لليبيا في لجنة الإشراف المصرفي بصندوق النقد العربي.

### محافظ مصرف ليبيا المركزي
في أغسطس 2024 نشب الخلاف حول منصب المحافظ عندما اتخذ رئيس المجلس الرئاسي الليبي محمد المنفي قرارا باستبدال محافظ المصرف المركزي الصديق الكبير، مما دفع فصائل مسلحة بشرق البلاد إلى إصدار أمر بوقف تدفق النفط من الحقول احتجاجا على القرار. وبعد عدة لقاءات بين الأطراف المتصارعة بمقر بعثة الأمم المتحدة في ليبيا، اتفق المجتمعين على تسمية ناجي محمد عيسى بلقاسم محافظا جديدا للمركزي الليبي.
في 30 سبتمبر 2024، صادق مجلس النواب الليبي بالإجماع على تعيين ناجي محمد عيسى محافظًا لمصرف ليبيا المركزي، ومرعي البرعصي نائبًا له. جاء هذا التعيين كخطوة أساسية في إطار عملية إعادة توحيد المصرف المركزي، الذي كان منقسمًا منذ عام 2014، بهدف إنهاء حالة الانقسام في السياسات النقدية والمالية في البلاد.
أدى اليمين القانونية أمام مجلس النواب في بنغازي في 1 أكتوبر 2024، مؤكدًا في كلمته على أهمية تجنيب المصرف المركزي التجاذبات السياسية والحفاظ على استقلاليته.